# Les Rêves de Milton
Les Rêves de Milton est une bande dessinée parue en deux tomes en 2005.
Dans les années 1930, la Grande Dépression fait des ravages. La famille Cry se résout à tout vendre, à quitter Fayetteville en Caroline du nord (USA) en quête d'un meilleur avenir.

## Albums
- Les rêves de Milton : Tome 1
  - 62 planches
  - Date de parution : 2006
  -  (ISBN 2800138300)
  -  (ISBN 978-2800138305)

- Les rêves de Milton : Tome 2
  - 70 planches
  - Date de parution : 2005
  -  (ISBN 2800137525)
  -  (ISBN 978-2800137520)